# Hyloscirtus palmeri
Hyloscirtus palmeri és una espècie de granota que viu a Colòmbia, Costa Rica, Equador i Panamà.
Està amenaçada d'extinció per la pèrdua del seu hàbitat natural.